# Hoarse
Albums de 16 Horsepower
Secret South
(2000) Folklore
(2002)
Hoarse (en français : « rauque ») est le premier album sur scène du groupe de rock alternatif/folk alternatif américain 16 Horsepower. Il a été publié le 19 mars 2001.

## Historique
Cet album a été enregistré principalement à Denver lors de la tournée 1998 de 16 Horsepower.

## Liste des titres de l'album
| No  | Titre | Durée |
| --- | --- | ----- |
| 1.  | American Wheeze                                                                                             |       |
| 2.  | Black Soul Choir                                                                                            |       |
| 3.  | Bad Moon Risin´ (de John Fogerty)                                                                           |       |
| 4.  | Low Estate                                                                                                  |       |
| 5.  | For Heaven´s Sake                                                                                           |       |
| 6.  | Black Lung                                                                                                  |       |
| 7.  | Horse Head                                                                                                  |       |
| 8.  | South Pennsylvania Waltz                                                                                    |       |
| 9.  | Brimstone Rock                                                                                              |       |
| 10. | Fire Spirit (du Gun Club, enregistré au Bataclan à Paris avec la participation de Bertrand Cantat au chant) |       |
| 11. | Day of the Lords (de Joy Division)                                                                          |       |

## Musiciens ayant participé à l'album
- David Eugene Edwards - chant, guitare
- Jean-Yves Tola - batterie, percussions, piano
- Pascal Humbert - basse, contrebasse, guitare